# 中上レイラ
中上 レイラ（なかがみ レイラ、1954年1月8日 - ）は、日本のボーカリスト、作曲家、作詞家、音楽プロデューサー、シンガーソングライター。

## 略歴
愛知県出身。1975年にヤマハ世界歌謡祭に出場(グランプリは中島みゆき)。1977年ハイトーンシャウトを生かし、CMソングを歌う。1978年阿久悠のプロデュースにより「風来坊」としてシングル「ブルートレイン」でデビュー。1980年にソロシングル「ステップアップトゥモロー」（作曲は長戸大幸）を発表。その後ライブを数多くこなすうちにボイストレーニングの重要性に気付き、クラシックの先生に発生を習う。1981年に長戸大幸と日本の音楽シーンに何かできないかとビーイング音楽振興会（後のBeing Music School）を設立。設立時よりボイストレーナーとしてレッスンを始める。

## アーティスト活動
六本木のピットインを中心に松本孝弘や増崎孝司など数多くのミュージシャンとライブを行う。1986年新たなバンド「フライングスカイ」を結成し、和太鼓とのジョイントによるサンフランシスコでの公演や中国上海でのライブや、モンゴル国立競技場などライブを中心に活動。1993年CD「フライングスカイ」を発表。2001年「フライングスカイ」解散。

## Being Music School
Being Music Schoolでのレッスンでは、「上手いね」より「いいね！！」をモットーに生徒一人一人の良いところを引き出している。現在Being Music Schoolは閉鎖したが、六本木で中上レイラボーカルスクールを開校している。そのボイストレーニングの内容にも定評があり、外部のレコード会社や、音楽事務所のアーティストのレッスンも数多く行っている。B'zの稲葉浩志やWANDSの上杉昇らをデビュー前に指導していたボーカルトレーナーである。数多くの一流アーティスト・ヴォーカリストであるB'z、WANDS、T-BOLAN、ZARD、BREAKERZ、安藤誠之等のボイストレーニングを行う。